# Kurt Spurey

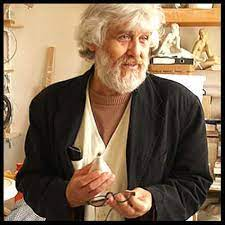
Kurt Spurey 2018

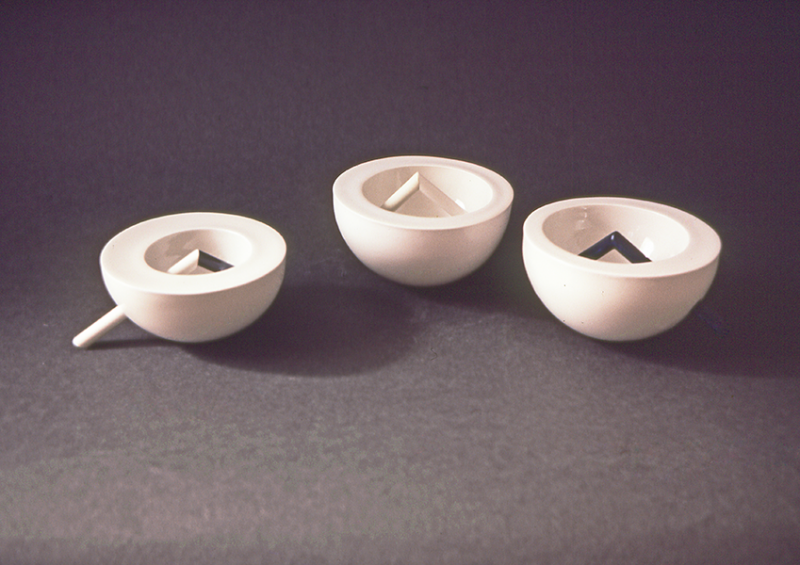
Drei Schalen mit Stab (1981)

Kurt Spurey (* 1941 in Mariazell) ist ein österreichischer Keramikkünstler, Bildhauer und Maler.

## Leben und Wirken

### Biografie, Ausbildung und Tätigkeitsfelder
Kurt Spurey studierte nach kaufmännischer Lehre und Militärdienst ab 1961 technische Keramik am Technologischen Gewerbemuseum, einer Technischen und Gewerblichen Lehranstalt in Wien. Er begann die Ausbildung an der dortigen Fachschule für industrielle Keramik und wechselte 1962 in die 5-jährige Ausbildung an deren sog. „Höheren Abteilung“ in der Fachrichtung Silikattechnik, die er 1967 mit Matura abschloss. 1962 heiratete er Gerda Gruber (* 1940), mit der er schon ab 1964 parallel zur Ausbildung (zusammen mit Iris Brendel (1929–2007) und Elisabeth Schaffer (* 1935) in einer gemeinsamen Werkstatt in der Juchgasse in Wien arbeitete.
Die ästhetisch-künstlerische Seite keramischer Arbeiten interessierte Kurt Spurey nach Abschluss seiner Ausbildung dann weitaus mehr als deren technische Seite, und ab 1969 bis 1975 betrieb er als freischaffender Künstler gemeinsam mit Gerda Spurey-Gruber ein Atelier für Porzellangestaltung in Wien (in der Schüttelstraße).
Er war parallel von 1968 bis 1971 auch mit dem Aufbau und der Leitung eines Designstudios bei der ÖSPAG (früher Wilhelmsburger Steingut- und Porzellan-Fabrik) in Wilhelmsburg beauftragt. Hier entwickelte er Entwürfe und Prototypen vor allem für die Porzellanserie Lilienporzellan.
1975 trennten sich Gerda und Kurt Spurey, und das gemeinsame Produktions-Atelier wurde von Kurt Spurey eine Zeit lang alleine weitergeführt. 1977 heiratete er die aus den USA nach Österreich gekommene Künstlerin Beverly Piersol (* 1944, † 2023), mit der er deren 2 Kinder aus erster Ehe großzog und bis 2023 gemeinsam lebte und arbeitete.
Kurt Spurey arbeitet nicht nur als Keramikkünstler, sondern auch als Maler, Bildhauer und Installationskünstler (siehe dazu den Abschnitt #Zum Werk). Kurt Spurey war neben seiner künstlerischen Tätigkeit auch weltweit als Lehrender und Jurymitglied im Bereich Keramik und Porzellangestaltung tätig (siehe #Lehrtätigkeit, Jurymitgliedschaften (Auswahl)). Er war auch bei Symposien aktiv und hatte zahlreiche Arbeitsaufenthalte in Europa, den USA und China. Darüber hinaus hat er etliche Fachbeiträge zu Keramikkunst und Keramikkünstlern veröffentlicht.
Kurt Spurey ist Mitglied des Künstlerhauses Wien (seit 1977), der Künstlervereinigung MAERZ (seit 1990), und war 1972–1994 Mitglied der „Academie Internationale de la Ceramique / International Academy of Ceramics“ (AIC/IAC) Genf.

### Lehrtätigkeit, Jurymitgliedschaften (Auswahl)
- 1973 Jurymitglied, International Academy of Ceramics: „Ceramics International '73“ World Exhibition, Alberta College of Art, Calgary, Kanada.[4]
- 1973–1976 Vorträge und Workshop-Leitungen in den USA und Kanada, u. a. Ottawa Guild of Potters, Ottawa, Kanada.;[5] Rockford College, Rockford (Illinois); Banff School of Fine Arts (Banff, Kanada).[6]
- 1981 Lehrauftrag, Summer School, McGregor College, Toowoomba (Australien).[7]
- 1982 Lehraufträge Niederlande: Keramisch Werkcentrum Heusden; Academie voor beeldende Kunsten Sint-Joost, Breda (beide: Niederlande).
- 1983, 2005 Jurymitglied, 34° & 54° Concorso Internazionale della Ceramica d'Arte Contemporanea Faenza, Italien.
- 1984 Lehrauftrag, Kunsthøgskolen, Oslo (Norwegen).
- 1985–1987 Lehrbeauftragter, Europäische Kunstakademie Trier, Deutschland.
- 1988–1989, 1991-1992 Lehrbeauftragter an der Fachhochschule Niederrhein (Fachbereich Design), Krefeld, Deutschland.
- 1993–1996 Leitung der Ausbildung „Tonplastik“, Akademie für Bildende Kunst Vulkaneifel, Steffeln, Deutschland.
- 2010 Guest Lecturer, „Fusion 2010“ (51st New Zealand Potters Convention), Otago Polytechnic, Dunedin, Neuseeland.[8]
- 2015 Jurymitglied, Salzburger Keramikpreis 2015.
- 2016 Gastdozent, Suzhou Art & Design Technology Institute, Suzhou (Jiangsu), China.

### Symposien und Arbeitsaufenthalte (Auswahl)
- 1966, 1970 Medzinárodni Symposium Keramiki Bechyně – International Symposium of Ceramics Bechyně, Tschechoslowakei (Teilnahme).[9]
- 1967, 1969 Fünftes und Sechstes Internationales Keramiksymposium Gmunden (Teilnahme).
- 1972 Primo Simposio Internazionale della Ceramica, Nove und Bassano del Grappa, Italien (Co-Leitung, mit Umberto dal Negro).
- 1972 Internationales Keramikersymposium, Stoob (Burgenland) (Leitung).
- 1973 First US International Ceramic Symposium, Memphis, Tennessee, USA (Teilnahme).[10]
- 1975 Internationellt Keramisk Symposium, Nässjö, Schweden (Co-Leitung, mit Ulla Viotti).
- 1978 Siebtes Internationales Keramiksymposium Gmunden (Leitung).
- 1982 International Ceramics Symposium, Carrigaline (Cork, Irland; Teilnahme).[11]
- 1987, 1992 Artist in Residence, Porzellanmanufaktur Herend, Ungarn.
- 1993 ŠIPS ’93 (2nd Šternberk International Painting Session / Šternberský mezinárodní malířský plenér), Šternberk, Landkreis Olmütz, Tschechien (Teilnahme).
- 2004 Arbeitsaufenthalt in Rom, Italien.
- 2016 Arbeitsaufenthalt in Longquan, China (Seladon-Keramiken).

### Preise, Stipendien und Auszeichnungen
- 1974 Förderungspreis für Bildende Kunst, Bundesministerium für Unterricht und Kunst (gemeinsam mit Gerda Spurey).
- 1976 Förderungspreis der Stadt Wien für Bildende Kunst (Ankaufspreis, gemeinsam mit Gerda Spurey).
- 1979 Westerwaldpreis des Keramikmuseums Westerwald (Anerkennung/Einladung zur Ausstellung).
- 1984 Förderungspreis des Landes Steiermark für zeitgenössische bildende Kunst (Ankaufspreis).
- 1996 Stipendium des Bundes („Kunstsektion“, damals Bundeskanzleramt), Arbeitsaufenthalt und Ausstellung, Krakau.
- 2004 Auslandsatelierstipendium des Bundes („Kunstsektion“, damals Bundeskanzleramt), Tätigkeit in Rom.
- 2010 Salzburger Keramikpreis (Kategorie: Anerkennungspreis).
- 2012 „Goldener Lorbeer“, Künstlerhaus Wien.[12]
- 2016 Auslandsatelierstipendium des Bundes („Kunstsektion“, damals Bundeskanzleramt), Tätigkeit in Suzhou (Jiangsu), China.

## Zum Werk

### Porzellanplastiken und Porzellanobjekte
Design für Gebrauchsporzellan (1968–1971)

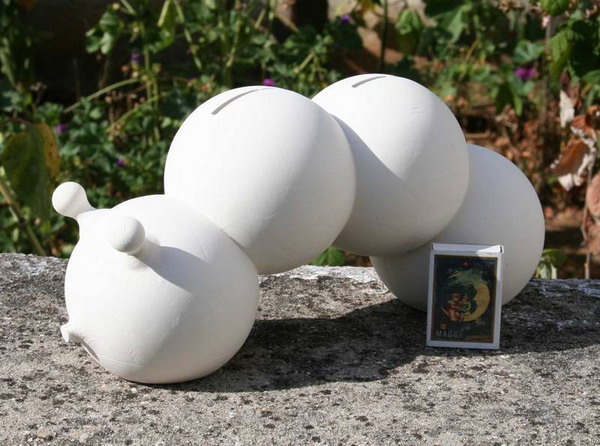
Objekt „Sparraupe Lilienporzellan“ (1971)

Kurt Spurey entwickelte als Leiter des damaligen Designstudios für die ÖSPAG in Wilhelmsburg verschiedene Entwürfe und Prototypen für Gebrauchskeramik, wie die sog. „Sparraupe“, oder ein Gewürzset (Essig, Öl, Pfeffer, Salz) der Lilienporzellan-Serie „Daisy“.
Frühe Porzellanobjekte (1969 – ca. 1981)

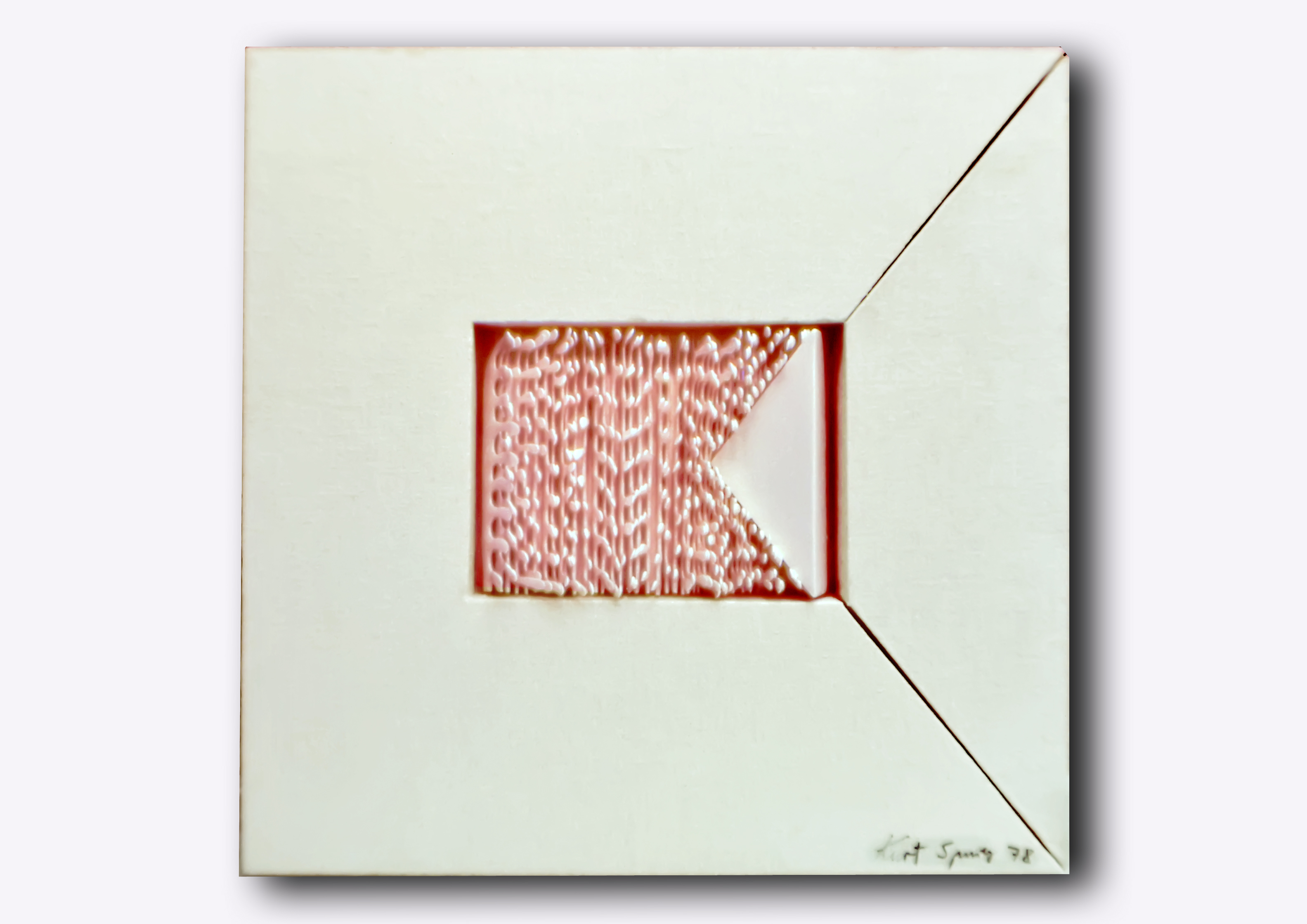
Objekt „Zungenrelief“ (1978)

Kurt Spurey erlangte mit der seit 1969 gemeinsam mit Gerda Gruber-Spurey entwickelten und damals revolutionären Nutzung des Werkstoffs Porzellan in der Keramikkunst rasch weltweite Aufmerksam- und Bekanntheit. Die beiden waren Pioniere der Erschließung von Porzellan in diesem Bereich, und ihre damaligen Porzellanobjekte wurden weltweit ausgestellt und gesammelt. Hier schreibt die Kunsthistorikerin Silvia Glaser: „Zu anfangs entstandenen gegenständlichen Arbeiten wie Vasen und Schalen traten im Laufe der Zeit vor allem Reliefs und skulpturale Objekte kleineren und größeren Formates hinzu. Gerade die Entstehung Letzterer forderte den beiden … große Sachkenntnis ab, bewegten sie sich doch in der Verarbeitung des Porzellans an der Grenze des Möglichen; um beispielsweise eine optimale Transparenz von Porzellanplatten zu erreichen, wurde der flüssige Schlicker extrem dünn auf Gipsplatten aufgegossen. Durch die hohe Brenntemperatur bestand die große Gefahr, dass diese im Verlauf des Brandes zerbrachen. Aus den entstandenen dünnen Porzellanblättern erarbeiteten die beiden Künstler ihre skulpturalen Werke. Überwiegend blieben die Arbeiten weiß … die Porzellanmasse wurde nicht gefärbt.“
Kurt Spurey setzte diese Technik der „feinen Porzellanblätter“ nach der Trennung von Gerda Gruber-Spurey (1975) in eigenständiger Weiterentwicklung v. a. durch sog. „Faltformen“ fort. Dazu schreibt er selbst: „Produktionsbedingt wird hauptsächlich eine flüssige Masse verwendet. Es war die Frage zu lösen, wie man zu freier Gestaltung gelangt. Die Lösung fand sich in der Möglichkeit, dünne gegossene „Platten“ zu verarbeiten – die Faltformen entstanden. Durch die geringe Wandstärke ist es möglich, die Transparenz des Porzellans als Gestaltungselement einzusetzen. Die Wechselwirkung von Licht zwingt zu meist weißen Flächen. Diese werden nur spärlich durch kobaltblaue Linien akzentuiert.“.
Ab 1981 kehrte er Porzellan als Werkstoff teilweise des Rücken und arbeitete als Bildhauer und Maler sowie mit anderen keramischen Materialien,
Vasen, Schalen, „Falling Leaves“ (ab 1987)
Kurt Spurey fertigte dann in einer „ersten Rückkehr“ zum Werkstoff Porzellan u. a. bei Aufenthalten als „artist in residence“ der Porzellanmanufakturen Herend (1987, 1992) und Augarten (1992) Porzellanobjekte, die einerseits zur modifizierten oder verfremdeten Vasen- oder Schalenform zurückkehrten, und andererseits die Technik „feiner Porzellanblätter“ als „Falling Leaves“ (1992) neu aufgriffen. Hier schreibt er selbst: „Ein ganz anderes Konzept liegt den »Falling Leaves« zu Grunde. Es wurde versucht, die Leichtigkeit eines nach unten schwebenden Blattes als Gestaltungsidee zu realisieren. Die Schaleninnenseite ist mit eingelegtem färbigen Porzellan gestaltet.“
„Porcelain brut“ (ab 2002)
Er entwickelte dann in einer „zweiten Rückkehr“ zum Werkstoff Porzellan neue Formen von Porzellanplastiken (mit größeren Wandstärken) als „artist in residence“ der Porzellanmanufaktur Augarten (ab 2002). Dazu schreibt er selbst: „Durch die möglichst dünne Verarbeitung von Porzellan wird die wesentliche Eigenschaft dieses Werkstoffs hervorgehoben – die Transparenz. Arbeitet man aber in großen Wandstärken, nützt man zunächst die Weiße des Scherbens, aber verliert die Transparenz. Um diese beiden Eigenschaften zu vereinen, habe ich mich dem Material bildhauerisch genähert. Der Scherben wird eingeschnitten und abgerissen. Die sich ergebenden Riss-Kanten weisen feinste Ziselierungen auf, die nur durch diese Vorgangsweise zu erzielen sind und wieder mit dem Licht korrelieren.“

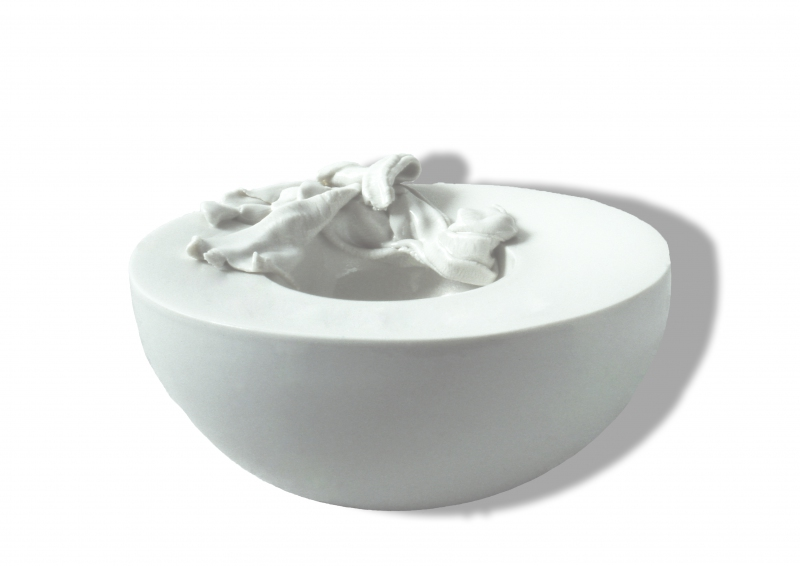
Schale mit „Textil“ (1991)
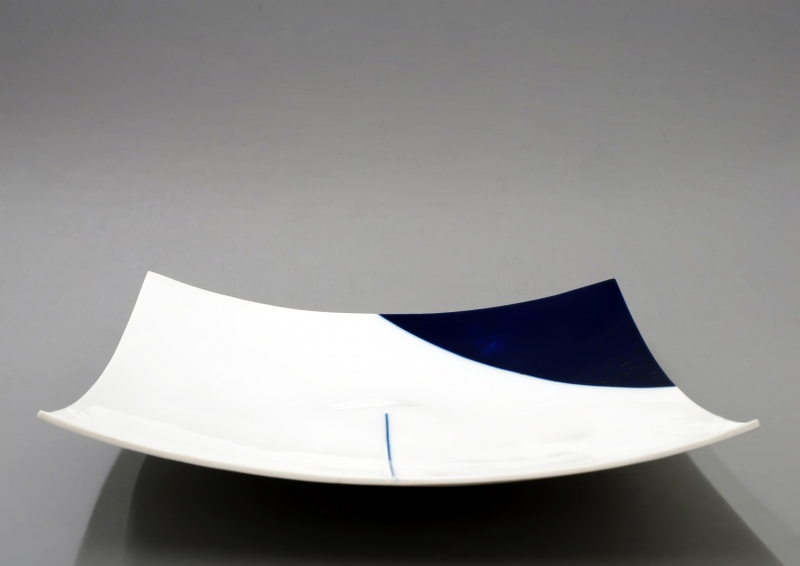
Falling Leave (1992)
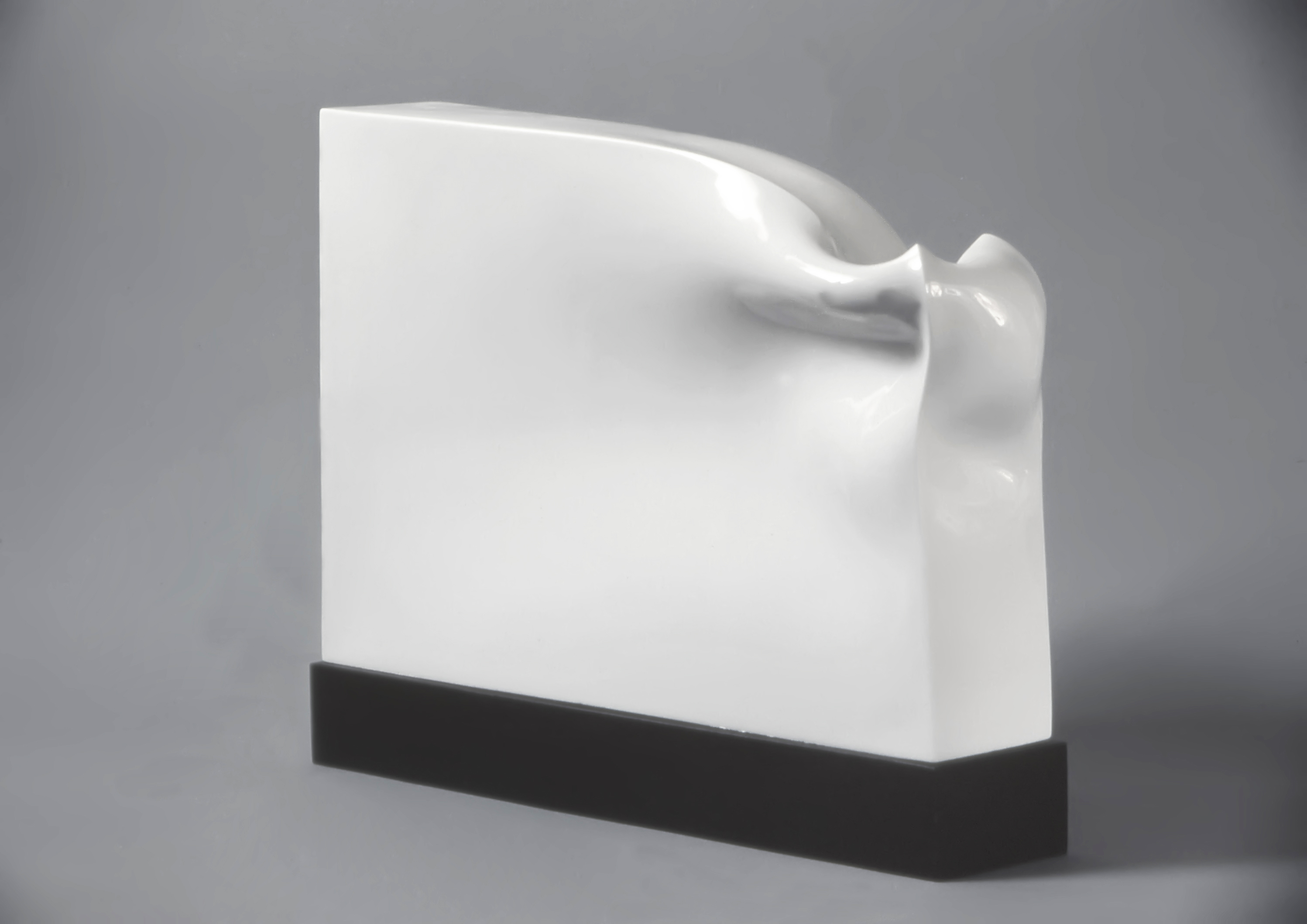
Touch 10 (2002)

### Andere keramische Arbeiten (Auswahl)
Größere keramische Plastiken in Steinzeug, Ziegelstein oder Terracotta (1967–1999)
Kurt Spurey gestaltete bei verschiedenen Keramik-Symposien ab 1967 bis 1999 (siehe #Symposien und Arbeitsaufenthalte (Auswahl)) immer wieder Arbeiten, die nicht in Porzellan, sondern in anderen keramischen Stoffen gefertigt wurden.
„Chawan-Schalen“ (ab 2011)

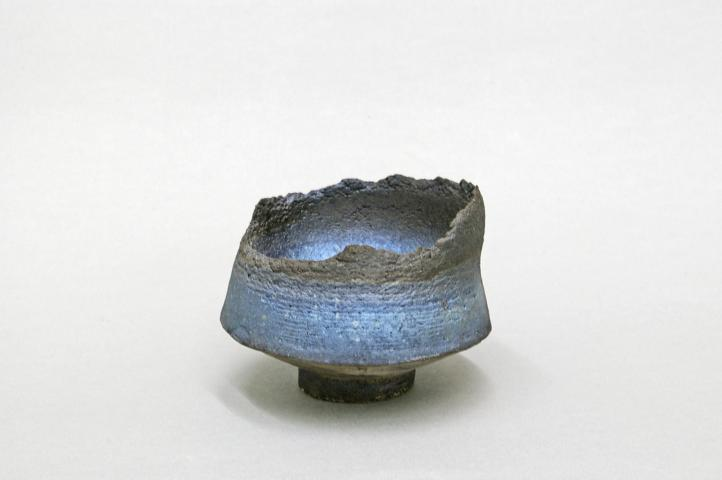
Chawan-Schale 2016

Chawan ist die japanische Bezeichnung für eine Teeschale aus Steingut oder Porzellan, die in der Japanischen Teezeremonie Verwendung findet. Deren Gestaltung und Herstellung hat eine lange Tradition in der japanischen Keramikkunst. Kurt Spurey hat sich dieser Tradition mit eigenen Kreationen seit 2011 zugewendet und eigene Chawan-Formen aus Steingut unter Anwendung der sog. „Raku-Technik“ entwickelt. Dazu schreibt er selbst: „Das Thema «Chawan» steht für die fundamentale Frage von Form und Funktion. Dieses Konzept ist in sich eine Herausforderung. Ich bin von den bildhauerischen Möglichkeiten dieser speziellen Form fasziniert; Oberfläche und Farbe sind sekundär. Nach Jahren der Arbeit in Porzellan, ist es eine Wiederkehr zu den Wurzeln der Keramik. Der unscheinbare Gegenstand der Teeschale ist die Essenz von Erde – Wasser – Feuer.“
„Seladon-Objekte“ (ab 2016)

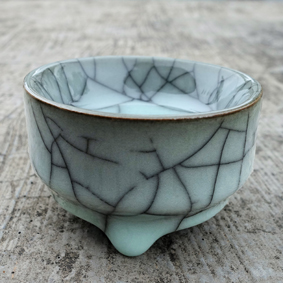
Teeschale Seladon 2017

Seladon, auch Seladon-Keramik oder „Celadon“, ist ein nach seiner „seladongrünen“ (= graugrünen) besonderen Glasur benanntes chinesisches Steinzeug, das bis heute in China und Korea hergestellt wird. Kurt Spurey hat diese Glasur-Technik aufgegriffen und verschiedene Keramikobjekte mit eigener Formgebung in einer traditionellen Werkstatt für Seladon-Glasur-Technik in Longquan, China hergestellt und brennen lassen.

### Sonstige Arbeiten
Bildhauerei: „Köpfe“ (1978–2020)
Kurt Spurey hat das Thema „Kopf“ schon in frühen Porzellanarbeiten (ab 1971) aufgegriffen und dann seit 1978 in verschiedenen bildhauerischen Mischtechniken bis heute intensiver verfolgt und umgesetzt. Hier werden Porzellanelemente mit anderen Materialien (Holz, Terrakotta, Stein, Messing, andere Metalle) verbunden und zu eigenständigen Skulpturen geformt. Dazu Kurt Spurey selbst: „Der Kopf wie ich ihn für meine Arbeit sehe, ist eine Metapher und auch ein architektonisches Gebäude. Metapher für die Person, die hinter der Fassade des Gesichtes steht. Gebäude durch den Dom des Schädels … Die Ideenfindung geht immer über den Schädel, das Knochengebäude. In den letzten Arbeiten setzen sich immer mehr die zwei Gegensätze durch: organisch & kristallin – erdverbunden & metaphysisch = Terrakotta & Porzellan.“

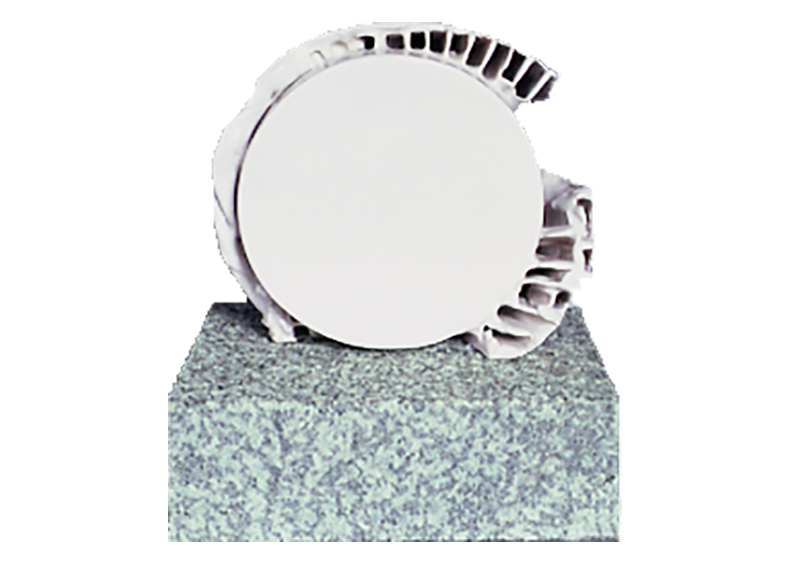
Halbkopf mit Porzellan 1980
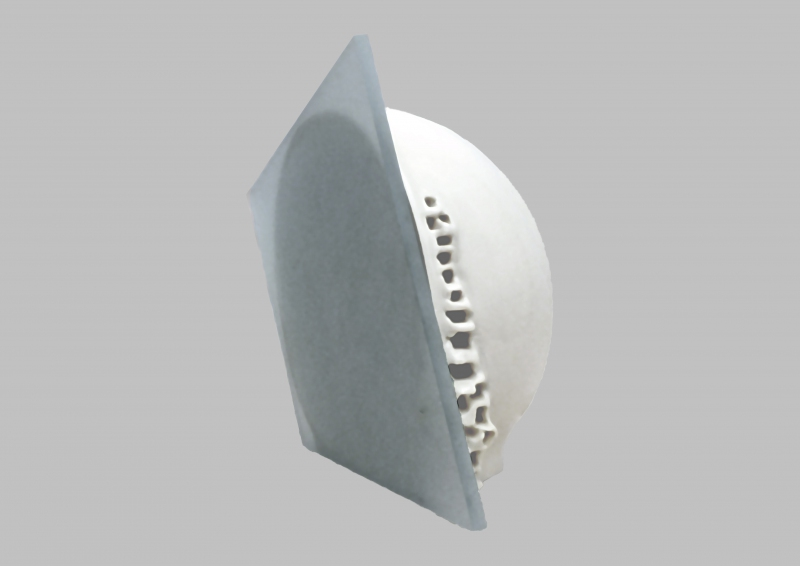
Halbkopf mit Glaskeil 1981
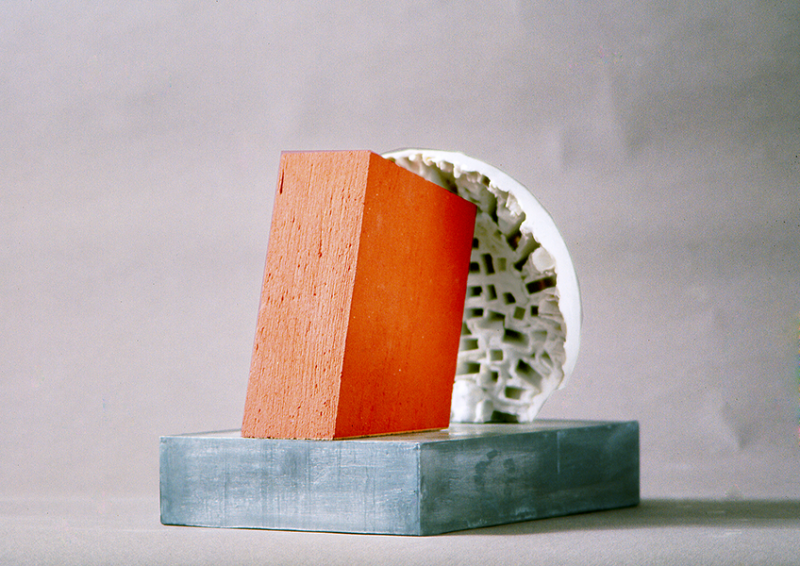
Kopf Terracotta auf Blei (!991)

Bildhauerei/Malerei: „Gespannte Leinwände“ (1976–1988)
Kurt Spurey hat als Bildhauer schon seit 1976 auch das Konzept von „Gespannten Leinwänden“ entwickelt, das künstlerisch-bildhauerische Objekte durch Spannung von Leinwänden über darunter liegende Strukturen schuf. Hier schreibt Kurt Spurey selbst: „Eine Linie drückt von hinten an die Leinwand – dadurch wölbt sich die Leinwand nach Außen. Die dadurch sich ergebenden sphärischen Flächen binden die Linie im neu entstandenen Raumkörper. Sie entziehen sich jeder zeichenhaften, mithin bildnerischen oder auch methapherhaften Festlegung. Sie konzentrieren sich auf die materiellen Grundlagen der Malerei, also auf Leinwand, Farbe und den Malprozeß. Die Differenzierung der einzelnen Werke geschieht durch das Erfassen von Nuancen, die dem Betrachter erst durch längeres Sehen erfaßbar werden.“
Malerei: Serien „Interlocking“ und „70+“ (ab 1991)
Ab dem Jahr 1991 begann sich der Künstler auch direkt mit Malerei zu beschäftigen. Entstanden sind unter anderem Werke der Reihe „Interlocking“ und der neuen Serie „70+“, die in flächiger Acrylmalerei das Verhältnis von Rahmen/Umgebung zum Bildinhalt in neuartiger Weise thematisieren. Hier schreibt Dr. Wolfgang Drechsler (Museum Moderner Kunst MUMOK, Wien): „Und irgendwann erkennt man, dass ein Bild ja mehr ist als ein Fenster, das es selbst eine Fläche ist. und dass diese Fläche anders gestaltet werden kann. In dem Moment, wo man erkennt, dass das Bild eine Fläche und kein Fenster ist, stellt man die Frage, was macht eigentlich der Rahmen? Wie funktioniert das? Dieser Schritt ist im ganzen 20. Jhdt. immer weiter und immer ausführlicher gedacht worden. Kurt Spurey fügt durch seine malerischen Arbeiten dieser Frage neue Dimensionen hinzu.“

### Kunst im öffentlichen Raum
Kurt Spurey hat auch verschiedene Projekte der Kunst im öffentlichen Raum verwirklicht. Neben div. dauerhaft sichtbaren keramischen Objekten sind auch seine temporären Installationen mit roten rechten Winkeln im öffentlichen Raum bemerkenswert.
Permanente Keramische Objekte (1971–1995)
- 1971 (mit Gerda Spurey) Zwei 4 Meter hohe Porzellansäulen, Bundesrealgymnasium, Schuhmeierplatz, Wien 16 (heute nach Renovierung des Gebäudes 2003 jedoch entfernt).
- 1976 (mit Gerda Spurey) Relief (Ziegel-Hohlblocksteine), Bundesrealgymnasium, Franklinstraße 26, Wien 21 (auch heute noch vorhanden).
- 1982 Bewegung (Betonwand mit Keramikobjekten), Wohnanlage August-Bergmann-Hof, Paulanergasse 3, Wien 4 (auch heute noch vorhanden).[26]
- 1995 Abakus (Keramikinstallation) im Außen- und Innenbereich, Ganztagsvolksschule, Pastinakweg 10, Wien 22 (auch heute noch vorhanden).[27]

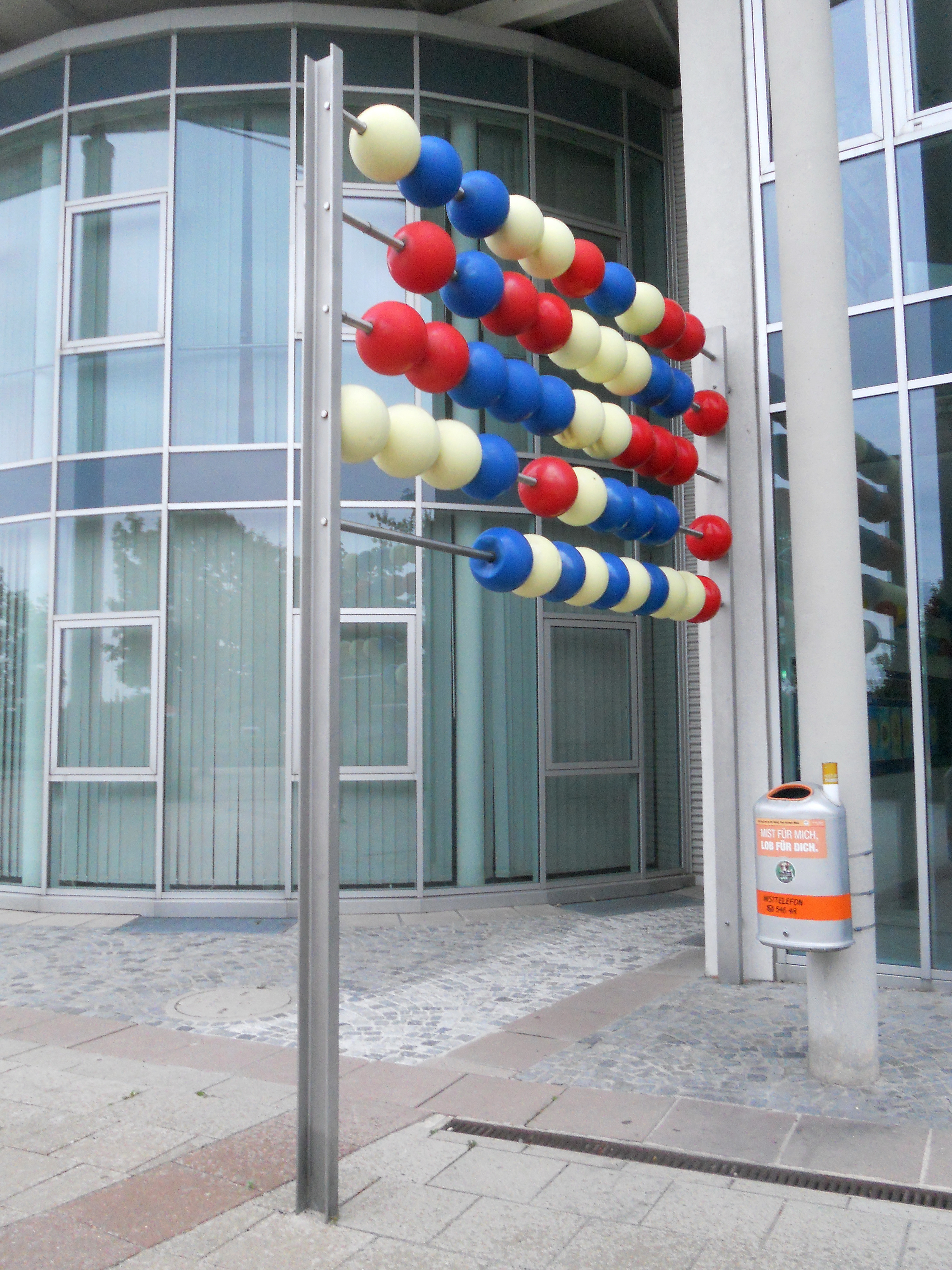
Abakus 1995
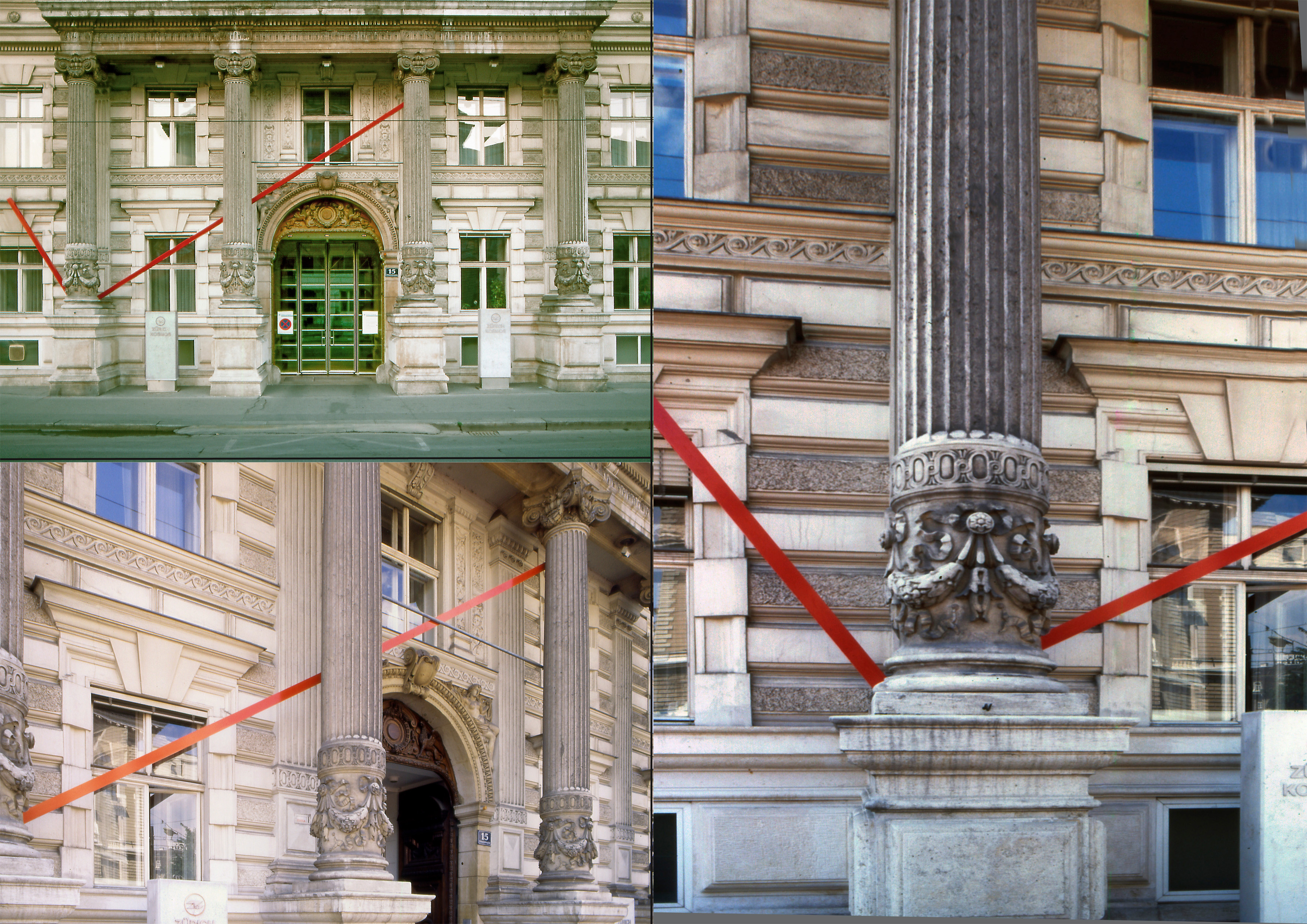
Installation Zürich Kosmos 1997

Temporäre Interventionen (1996–2010)
- 1996 Großplastik „Schwelle“ (Installation aus Aluminium-Vierkantrohr, rot, pulverbeschichtet, 2-mal 50 x 3 m, am Szeroka-Platz Krakau, im jüdischen Viertel), Krakau, Polen.[28]
- 1997 Zürich Kosmos Haus (Installation aus Aluminium-Vierkantrohr, rot, pulverbeschichtet, 8 x 2 m), Schwarzenbergplatz, Wien.[29]
- 2006 abgehakt (Installation aus Aluminium-Vierkantrohr, rot, pulverbeschichtet, 10 x 3 m), Haus Praterstraße 10, Wien.[30]
- 2010 Winkel (Installation aus Aluminium-Vierkantrohr, rot, pulverbeschichtet, 10 x 3 m), Fischerstiege, Wien 1.[31]

## Ausstellungen und sonstige Präsentationen
Kurt Spurey hatte bisher ca. 80 „personale“ Ausstellungen (= Einzel-, Tandem- oder „Terzett“–Ausstellungen) in Österreich, Deutschland, Dänemark, Schweden, Italien, Luxemburg und den USA. Er nahm auch an mehr als 250 Gruppenausstellungen weltweit teil (Österreich, Deutschland, viele weitere europäische Länder, Türkei, USA, Kanada, Japan, Taiwan, Australien, Neuseeland). Hier wird eine Auswahl von 23 personalen und 75 Gruppenausstellungen genannt. Dazu kommen Arbeiten im öffentlichen Raum (siehe oben, #Kunst im öffentlichen Raum) und die Präsenz in Sammlungen und Museen.

### Personale Ausstellungen (Auswahl)
- 1969 Porzellanformen (mit Gerda Spurey), Wiener Glasmuseum = Galerie Lobmeyr, Wien.
- 1970 Drobny, Spurey, Moosmann (mit Adolf Drobny und Sepp Moosmann), Austrian Crafts Council Ausstellung in der Papierfabrik Hamburger (Wien).[32]
- 1970 Neue Arbeiten aus Porzellan (mit Gerda Spurey), Wiener Glasmuseum – Galerie Lobmeyr, Wien.[33]
- 1971 Lucia Kellner: Aquarelle; Kurt und Gerda Spurey: Porzellanarbeiten (mit Lucia Kellner und Gerda Spurey), Galerie Makon (Klagenfurt).[34]
- 1973 Ludwig Marwarth: Grafiken; Kurt und Gerda Spurey: Keramiken (mit Ludwig Marwarth und Gerda Spurey), Galeria Linea 70, Verona.[35]
- 1973 Kurt og Gerda Spurey: porcelæn (mit Gerda Spurey), Det Danske Kunstindustrimuseum, Kopenhagen.
- 1974 Konfrontation Schwarz-Weiss (mit Gerda Spurey und Robert Hammerstiel), Österreichisch-deutsche Kulturgesellschaft, Wien.[36]
- 1977 Inge Dick und Kurt Spurey (mit Inge Dick), Galerie im Künstlerhaus Wien.[37]
- 1981 Kurt Spurey: Porzellanobjekte, Deutsches Keramik-Museum, Düsseldorf.[38]
- 1983 Plastiken, Galerie der Künstlervereinigung MAERZ, Linz/D.
- 1986 Porslinsskulptur (Porzellanskulpturen) (mit Walther Stürmer), Röhsska Konstslöjdmuseet, Göteborg.
- 1988 3 Künstler, 3 Werkgruppen: Piersol - Sinwel - Spurey, Kunstfabrik Fischamend, NÖ.[39]
- 1991 Farbräume, Galerie Lindner, Wien.[40]
- 1992 Moderne Keramik (mit Dieter Crumbiegel und Horst Kerstan), Galerie Angelika Blaeser, Düsseldorf.
- 1997 Kurt Spurey, Zürich Kosmos Galerie, Wien.
- 2003 Porcelain Brut, Gallery Murray Moss, New York City, USA.
- 2004 Kurt Spurey – porcelain brut, Museo Internazionale delle Ceramiche, Faenza.
- 2006 fn = Fn-q + fn-2, n > 2, Galerie Haslinger, Wien.
- 2012 Kurt Spurey. Sedimente: Chawan – 4 Farben, 4 Formen, MAK-Schausammlung Asien, Museum für angewandte Kunst Wien.
- 2017 Not Easy to Please. Bijoux d’art, Peintures et Sculptures (mit Claude Schmitz und Edith Wiesen), Galerie Orfèo, Luxemburg (Stadt).[41]
- 2021 Kurt Spurey. Arbeiten 1978–2018, Kammerhof Museum (Gmunden).
- 2022 CHAVAN. Teeschalen von Kurt Spurey, Österreich, Galerie Marianne Heller, Heidelberg.
- 2023 Kurt Spurey: Personal Presentation, Ceramic Art Space Gallery, Wien[42].

### Gruppenausstellungen (Auswahl)
- 1970, 1971, 1972, 1976, 1977, 1979, 1982 Concorso Internazionale della Ceramica d’Arte contemporanea, Museo Internazionale delle Ceramiche, Faenza, Italien.
- 1972 art nouveau, art deco & modernes Kunsthandwerk, Galerie am Graben (Wien).[43]
- 1973 Gruppenschau Mayr, Narbutt-Lieven, Skubic, (Kurt und Gerda) Spurey, Stiegler, Galerie Künstlerhaus Wien.[44]
- 1974–1976 Clay Confluence. Works from the United States International Ceramics Symposia 1973 (Memphis) and 1975 (Gatlinburg), Wanderausstellung (8 Standorte): (1974) Southern Highland Handicraft Guild, Asheville, North Carolina; Peabody College, Nashville, Tennessee; Kipp Gallery, Indiana University of Pennsylvania, Indiana (Pennsylvania); (1975) Southern Living Show Landscape Garden, Charlotte (North Carolina); J.B. Speed Memorial Museum, Louisville (Kentucky); State Historical Museum, Jackson (Mississippi); Studio „S“ Gallery, Murfreesboro (Tennessee); (1976) Carroll Reece Museum, East Tennessee State University, Johnson City (Tennessee).[45]
- 1975 Keramik från 7 europeiska länder, Jönköpings Museum, Jönköping, Schweden.[46]
- 1975, 1983 Chūnichi Kokusai Tōgei Ten – 3rd & 11th Chūnichi International Exhibition of Ceramic Art, Oriental Nakamura Department Store, Nagoya, Japan.
- 1979 Clay and Paper Works, Wanderausstellung (3 Standorte): Nina Freudenheim Gallery, Buffalo (New York); James Yaw Gallery, Birmingham (Michigan); Canton Art Institute, Canton (Ohio).[47]
- 1980 Kunst im Bereich des Surrealen, Galerie in der Klostermühle Hude, Hude (Oldenburg), Deutschland.[48]
- 1981 Carmen Dionyse International Ceramic Exhibition, Centrum voor Kunst en Cultuur, Gent, Belgien.
- 1986–1987 Zeitgenössische Keramik aus Österreich, Wanderausstellung der Österreichischen Galerie für Keramik (5 Standorte): Veste Coburg, Hetjens-Museum (Düsseldorf), Galerie Puls (Brüssel), Sakıp Sabancı Müzesi (Istanbul), Kunstindustrimuseet (Kopenhagen).
- 1989 Keramik Österreich, Galerie Böwig, Hannover.[49]
- 1989–1990 L´Europe des Céramistes, Wanderausstellung (6 Standorte): Abbaye Saint-Germain d’Auxerre, Musée Alsacién Haguenau, Chateau de Joinville Joinville (Haute-Marne), (alle Frankreich); Műcsarnok Art Museum Budapest; Museo Español de Arte Contemporáneo Madrid; Hochschule für Gestaltung Linz.[50]
- 1990 Zeitgenössische Keramik aus Österreich, Keramion Keramikmuseum, Frechen bei Köln.[51]
- 1991 Terre dall'est: 5 ceramisti mitteleuropei (Lilo Schrammel, Kurt Spurey, Mirjana Isaković, Lajos Polgar, Jindra Viková), Palazzo Agostinelli, Bassano del Grappa (Italien).
- 1993–1994 Keramik aus Österreich, Künstlerbunker Karlstraße (Leverkusen-Neuwied), Deutschland.[52]
- 1996 Keramik des 20. Jahrhunderts. Sammlung Ingrid und Rudolf Welle, Städtische Galerie und Welle Ausstellungszentrum (Paderborn, Deutschland).[53]
- 1997 Looking Back on Krakow, Wanderausstellung (2 Standorte), Polnisches Kulturinstitut, Wien, und Austriacki Konsulat Generalny, Krakau, Polen.[54]
- 1998 Druckgrafik heute, Niederösterreichisches Dokumentationszentrum für moderne Kunst, Sankt Pölten, NÖ.[55]
- 2000 Strenge Kammer? Geometrische Abstraktion in der Wiener Kunst, Museum auf Abruf, Wien.[56]
- 2002–2004 Ceramic Culture Innovation 1851–2000, Wanderausstellung (6 Standorte): Magyar Iparmuveszeti Muzeum (Ungarisches Museum für Kunstgewerbe), Budapest; Museu nacional do Azulejo, Lissabon; Musée National Adrien Du Bouché, Limoges, Frankreich; The Potteries Museum and Art Gallery, Stoke-on-Trent, England; Museo Internazionale delle Ceramiche Faenza, Italien; Europäisches Industriemuseum für Porzellan, (Selb Deutschland).[57]
- 2005 Perron Kunstpreis 2005, Erkenbert-Museum, Frankenthal (Pfalz), Deutschland.[58]
- 2006 Form im Wandel. Gegenwartskeramik aus Österreich, Museum für angewandte Kunst Wien.
- 2008 Gefäß – Skulptur, Grassi Museum für Angewandte Kunst, Leipzig.
- 2011 Chawan – An International Exposition („In Memory of Jared Michael Branfman“), Corse Mill Gallery, Needham (Massachusetts), USA.[59]
- 2012 International Chawan Spring Exposition, National Museum Nara, Japan.[60]
- 2012 »MA« – Lob dem Zwischenraum, Wanderausstellung (3 Standorte): Galerie Lattemann, Mühltal, Deutschland; Artmark Galerie, Wien; Shiwori Gallery, Kurashiki, Japan.[61]
- 2012–2013 Japan – Fragilität des Daseins. Meisterwerke aus der Sammlung Genzō Hattori, Leopold Museum, Wien.[62]
- 2020 Neueröffnung MAK Schausammlung Asien, MAK.[63]
- 2023 Falten/Folds, MAK Design Lab[64]
- 2025 Austrian Contemporary, Ceramic Art Space Gallery, Wien

### Werke in Museen und Sammlungen (Auswahl)
Österreich: Museum für angewandte Kunst Wien; Albertina (Wien); Landesmuseum Joanneum, Graz; Kunstsammlung des Bundes (heute: Artothek des Bundes, Belvedere 21, Wien); Porzellanmuseum Augarten, Wien; Geschirrmuseum, Wilhelmsburg, NÖ; Sammlung der Gmundner Keramik, Gmunden.
Deutschland: Keramikmuseum Westerwald, Höhr-Grenzhausen; Deutsches Keramikmuseum Hetjens, Düsseldorf; Landesmuseum Oldenburg, Schloss Oldenburg; Keramion Keramikmuseum, Frechen bei Köln; Sammlungen der Veste Coburg (Keramik heute im Europäischen Museum für modernes Glas, Schloss Rosenau (Coburg)); Sprengel Museum Hannover; Kulturgeschichtliches Museum Osnabrück; Museum für Kunst und Gewerbe, Hamburg; Keramiksammlung Ingrid und Rudolf Welle, Paderborn (heute im Museum Angewandte Kunst Gera); Keramiksammlung Alex Henrichs, Köln (heute im Museum für Angewandte Kunst Köln). Keramiksammlung Jakob Wilhelm Hinder und Lotte Reimers, Deidesheim (1993 vom Land Rheinland-Pfalz übernommen und seit 2005 als „Moderne Keramik des 20. Jahrhunderts“ im Schloss Ludwigshöhe in Edenkoben (Rheinland-Pfalz) gezeigt; Keramiksammlung Gerhard Mammel, Nürnberg (heute im Germanischen Nationalmuseum Nürnberg); Keramiksammlung Theresia und Heinz Döhmen, Mönchengladbach; Sammlung Diethelm Lütze, Sindelfingen (1998 vom Land Baden-Württemberg übernommen; der Teil V: Keramik befindet sich heute im Badischen Landesmuseum, Karlsruhe); Keramiksammlung Adolf Egner, Köln (heute als Schenkung aufgeteilt auf: Kolumba Museum und Museum für Angewandte Kunst, beide Köln).
Europa: Museum Boijmans Van Beuningen, Rotterdam, Niederlande; Kunstindustrimuseet Kopenhagen, Dänemark; Museo internazionale della Ceramiche Faenza, Italien; Patrimonio culturale dell'Emilia Romagna, Collezione sculture, Bologna; Victoria and Albert Museum, London; Muzeum Okręgowe w Rzeszowie (dt.: Bezirksmuseum Rzeszów), Toruń, Polen; Uměleckoprůmyslové museum (dt.: Kunstgewerbemuseum Prag); Designmuseum Gent (übernommene Sammlung des früheren Museum Sierat (Schmuckmuseum)) Gent, Belgien; Museo Nacional de Cerámica y Artes Suntuarias González Martí, Valencia, Spanien.
Amerika: Tennessee Arts Commission, Permanent Collection, Memphis, USA.; Brooklyn Museum, New York City; Memorial Art Gallery, Rochester (New York); American Museum of Ceramic Art, Pomona (Kalifornien), USA
Asien, Ozeanien: Taipei Fine Arts Museum, Taiwan; Museum of Modern Ceramic Art, Gifu, Japan; Tūhura Otago Museum, Dunedin (New Zealand).

## Publikationen von Kurt Spurey (Auswahl)
- Tomasz Rafalowski, Kurt Spurey: O ceramice i architekturze. In: Sztuka i Kultura. Radom (Polen), Nr. 143 (1976), ISSN 2300-5335, S. 5–6 (Interview mit Kurt Spurey, auf Polnisch veröffentlicht).
- Kurt Spurey: Criticism: A Faenza Juror’s View. In: Ceramics Monthly. damals Columbus (Ohio), Vol. 31 (1983) No. 6, ISSN 0009-0328, S. 30–32.
- Kurt Spurey: Faenza 83 seen from inside. In: Pottery in Australia. (Darlinghurst, N.S.W.), Vol. 23 (1984) No. 1, ISSN 0048-4954, S. 70–71.[75]
- Kurt Spurey: Dieter Crumbiegel - Künstler - Keramiker - Maler - Lehrer. In: Keramik-Magazin. Bd. 10, Heft 3 (1988), ISSN 0172-6102, S. 21–23.
- Kurt Spurey: Gertrud and Otto Natzler Retrospective. In: Ceramics Monthly. Westerville (Ohio), Vol. 43 (1995) No. 2, ISSN 0009-0328, S. 10.
- Kurt Spurey: Progl. In: Piotr Czakański (Hrsg.): Bajit Chadasz [miesiąc spotkań z kulturą żydowską (dt.: Bayit Hadash: Monat der Begegnung mit der jüdischen Kultur), Kraków 13. 9. - 11. 10. 1996, tiszri (jüdische Zeitrechnung) 5757], Krakau 1997: Fundacja Judaica, ISBN 83-907715-0-0, S. 8–10.
- Kurt Spurey: Formstein. In: Formstein – eine Ausstellung zum Thema Kopf und Stele, Reinheim und Unna 2000: Galerie im Hofgut. unnummerierte S. 5–8.
- Kurt Spurey: Erdacht – getan! Die erste „Biennale de la sculpture en céramique“ in Luxemburg. In: Keramik-Magazin. Bd. 24, Heft 5 (2002), ISSN 0172-6102, S. 42–44.
- Kurt Spurey: Mitteilungen über die Leere. Neue Arbeiten von Barbara Reisinger. In: Keramik-Magazin. Bd. 25, Heft 2 (2003), ISSN 0172-6102, S. 31–33.
- Reinhard Linke, Kurt Spurey: „Keiner war so ein Erneuerer wie er“, Reinhard Linke im Gespräch mit Kurt Spurey (über Kurt Ohnsorg). In: Carl Aigner, Reinhard Linke (Projektleitung): Kurt Ohnsorg. Keramik aus Leidenschaft. Bibliothek der Provinz, Weitra 2017, ISBN 978-3-99028-657-9, S. 109–111.

## Kataloge Kurt Spurey (Auswahl)
- Kulturgeschichtliches Museum Osnabrück (Hrsg.): Kurt und Gerda Spurey Wien, Porzellan, Katalog, Osnabrück 1973: Kulturgeschichtliches Museum Osnabrück.
- (ohne Autor) Kurt og Gerda Spurey: porcelæn, Katalog, København 1973: Det danske Kunstindustrimuseum.
- Wilhelm Mrazek (Hrsg.): Kurt und Gerda Spurey. Modernes Porzellan aus Wien. Katalog, Wien 1974: Österreichisches Museum für angewandte Kunst.
- Künstlerhaus Wien (Hrsg.): Kurt Spurey, Katalog, Wien 1976.
- Jens-Uwe Brinkmann (red.): Kurt Spurey: Objekte aus Porzellan. Katalog, Göttingen 1979: Städtisches Museum Göttingen.
- Ekkart Klinge (Hrsg. & red.): Kurt Spurey. Sonderausstellung Hetjens-Museum, Katalog, Düsseldorf 1981: Deutsches Keramikmuseum.
- Wilhelm Hack Museum Ludwigshafen (Hrsg.): Kurt Spurey Keramische Objekte, Katalog, Elztal (Odenwald) 1984: Druckerei Laub.
- Peter Reindl (Hrsg., red.): Kurt Spurey: Gespannte Leinwände und Skulpturen 1980–1984. Katalog, Oldenburg 1985: Landesmuseum für Kunst und Kulturgeschichte.
- Blanka Heinecke (Hrsg.): Kurt Spurey, Bilder, Skulpturen, Wandobjekte. Katalog, Mannheim-Ladenburg 1994: März-Galerien.
- Franco Bertoni (Hrsg.): Kurt Spurey: porcelain brut. Katalog, Faenza 2004: Museo Internazionale delle Ceramiche Faenza.
- Johannes Wieninger (Hrsg.): Kurt Spurey. Sedimente: Chawan. 4 Farben 4 Formen. Katalog, Wien 2012: Museum für Angewandte Kunst Wien.
- Kurt Spurey: Köpfe. Eine Auswahl 1975–1994. Verlag Morawa, Wien 2020, ISBN 978-3-99110-616-6.
- Kurt Spurey - Arbeiten 1978 bis 2018, Katalog zur Ausstellung im K-Hof (Kammerhof (Gmunden); 2021), Verlag Morawa, Wien 2021, ISBN 978-3-99129-447-4.